# شهرستان گیلیام (اورگن)
شهرستان گیلیام، اورگن (به انگلیسی: Gilliam County, Oregon) شهرستانی در ایالات متحده آمریکا است که در اورگن واقع شده‌است.

## خصوصیات
شهرستان گیلیام ۳٬۱۶۷٫۵۷ کیلومترمربع مساحت دارد.